# 白ロシア・ソビエト社会主義共和国

白ロシア・ソビエト社会主義共和国
Беларуская Савецкая Сацыялістычная Рэспубліка (ベラルーシ語)
Белорусская Советская Социалистическая Республика (ロシア語)

国の標語: 
Пралетарыі ўсіх краін, яднайцеся!（ベラルーシ語）
万国の労働者よ、団結せよ！国歌: 
Дзяржаўны гімн Беларускай Савецкай Сацыялістычнай Рэспублікі（ベラルーシ語）
白ロシア・ソビエト社会主義共和国国歌

1945年以降の白ロシアSSR領

白ロシア・ソビエト社会主義共和国（はくロシア・ソビエトしゃかいしゅぎきょうわこく、ロシア語: Белорусская Советская Социалистическая Республика, ベラルーシ語: Беларуская Савецкая Сацыялістычная Рэспубліка）、略称で白ロシアSSRは、ソビエト連邦の構成共和国である。首都はミンスク。1922年のソビエト社会主義共和国連邦結成時におけるロシアSFSR、ウクライナSSR、ザカフカースSSRなど15のSSR（ソビエト社会主義共和国）のひとつである。旧ソ連崩壊により1991年に消滅しベラルーシとなった。国連の原加盟国である。
1918年3月のブレスト＝リトフスク条約によってロシアが第一次世界大戦から離脱した後、ドイツ占領下でベラルーシ人民共和国（BDR）が宣言された。しかし、ドイツ軍が撤退すると、12月にボリシェヴィキによってその代わりに白ロシア社会主義ソビエト共和国が樹立され、1919年にはリトアニア社会主義ソビエト共和国と合併してリトアニア＝白ロシア・ソビエト社会主義共和国が形成されたが、ポーランド・ソビエト戦争中のポーランド軍による占領によって消滅した。ソビエト・リトアニア平和条約締結後、1920年7月31日に白ロシア社会主義ソビエト共和国が再建され、後に白ロシア・ソビエト社会主義共和国として知られるようになった。
白ロシア・ソビエト社会主義共和国（白ロシアSSR）は、1922年12月にロシア、ザカフカース、ウクライナとともに、ソビエト連邦の4つの創設構成共和国の一つとなった。ベラルーシは第二次世界大戦中、ナチス・ドイツによって占領された複数のソビエト共和国の一つであった。ソ連の終焉が近づく中で、白ロシア最高会議は1990年に国家主権宣言を採択した。1991年8月25日には白ロシアSSRが独立を宣言し、9月19日にはベラルーシ共和国へと改称された。ソビエト連邦は1991年12月26日に正式に解体された。
なお、本来のロシア語の「ベロルシヤ」（Белоруссияビラルーッスィヤ）のカタカナ転写が「ベロルシア」「ベロルシヤ」、日本語訳が「白ロシア」や「ベロロシア」（「白いロシア」の意味）、「ベロルシヤ」のベラルーシ語化したものが「ベラルーシ」（Беларусьビェラルースィ）で、現代ではこのベラルーシ語表記がロシア語にも採用されている。「白ロシア」、「ベロルシア」、「ベラルーシ」はすべて同じ意味の単語で、政治的な理由や原語の表記上の問題で違いが出ているものである。

## 歴史

### 創始
第一次世界大戦以前、現在のベラルーシの領土はロシア帝国の一部であり、これは1世紀以上前のポーランド分割によってロシア帝国が獲得したものであった。戦争中の1915年8月から9月にかけての西部戦線における大撤退が起こると、グロドノ県およびヴィリナ県の大部分の領土がドイツによって占領された。戦線はミンスクの西方約100キロメートルの地点を通過し、1916年春のナロチ湖攻勢でロシアが突破を試みたり、その年の夏にブルシーロフ攻勢がウクライナ西部で展開された際に将軍アレクセイ・エヴェルトがヴァラーナヴィチ周辺で攻勢をかけたりしたにもかかわらず、戦争終結まで膠着状態が続いた。
1917年の二月革命を受けニコライ2世が退位したことにより、ベラルーシにおいてはそれまで停滞していた政治活動が活発化した。中央権力が弱体化する中で、さまざまな政治的・民族的グループが、より大きな自治権や、ますます機能不全に陥っていたロシア臨時政府からの分離独立を模索するようになった。この動きは、夏のケレンスキー攻勢における第10軍の無能な行動によってさらに加速した。ベラルーシ各地の代表者や、ベラルーシ社会主義会議、ベラルーシ・キリスト教民主主義、リトアニア・ポーランド・ロシア・ユダヤ人労働者総同盟などの新たに結成された主に左派の政治勢力の代表者たちは、ベラルーシ中央評議会を設立した。しかし、ベラルーシにおける民族主義政党は大衆の支持を得ることができず、この民族主義勢力は分裂し、非力なインテリに限られた。
秋に差しかかる頃には、政治的な不安定さがさらに深まり、台頭する民族主義的動きに対抗する形でボリシェヴィキが主導するソビエトが現れた。十月革命がロシアで勃発した1917年10月25日（グレゴリオ暦11月7日）、ミンスク労働者・兵士代表ソビエトは都市の行政を掌握した。ボリシェヴィキ主導の全ロシア・ソビエト会議は、ドイツ軍に占領されていないヴィリナ、ヴィテプスク県、モギリョフ県、ミンスク県を統合し、前線地帯におけるベラルーシ領の統治を目的とする西部州の創設を宣言した。11月26日（新暦12月6日）には、西部州の労働者・農民・兵士代表ソビエトの執行委員会が西部戦線の執行委員会と統合され、単一のオブリスコムザップが設立された。1917年の秋から1918年の冬にかけては、西部州軍事革命委員会の議長としてアレクサンドル・ミャスニキャンが西部州の指導者となり、その職務をカールリス・ランデルスに引き継いだ。ミャスニキャンはロシア社会民主労働党の西部州委員会の議長に、オブリスコムザップの議長にはモーセ・カルマノヴィチが就任した。
これに対抗して、ベラルーシ中央評議会は自らをベラルーシ国民評議会（ラーダ）として再編し、政府機関の設立に着手し、そして、オブリスコムザップを政府ではなく軍事組織として廃止した。その結果、12月7日（新暦20日）に第一回全ベラルーシ大会が招集された際、ミンスクのボリシェヴィキは親ソビエト派の部隊に命じて大会を解散させた。これに続き、ボリシェヴィキ主導のソビエトによる統治を宣言した。ベラルーシにおける最初のソビエト政府は、12月末にミンスクの共産主義勢力により、西部戦線のロシア軍の支援を受けて樹立された。しかし、その力が及んだのは親共産主義勢力が占領する地域および、大都市のうちボリシェヴィキに従う地方ソビエトが存在する地域に限られていた。

### ドイツの関与
ベラルーシにおけるロシア・ドイツ戦線は1915年以降膠着状態にあり、正式な交渉は、11月19日（新暦12月2日）にソビエトの代表団がドイツ占領下のブレスト＝リトフスクへと訪問した際に始まった。停戦は迅速に合意され、12月には本格的な和平交渉が開始された。
しかし、ドイツ側はすぐに合意を反故にし、状況を巧みに利用した。ボリシェヴィキが主張した「無併合・無賠償」は中央同盟国にとって受け入れがたいものであり、2月18日に戦闘が再開された。ドイツ軍によるファウストシュラーク作戦は即座に成功し、わずか11日で東方への大規模な前進を果たし、ウクライナ、バルト海地域、東ベラルーシを占領した。これにより、オブリスコムザップはスモレンスクへの撤退を余儀なくされた。スモレンスク県は西部州へと編入された。2月末にはドイツ軍がミンスクへ侵入したが、ソビエト政府はすでに数日前に同地から撤退していた
ドイツの要求に直面したボリシェヴィキは、最終的にその条件を受け入れ、1918年3月3日にブレスト＝リトフスク条約が締結された。ドイツ帝国にとって、ファウストシュラーク作戦は、緩衝国から成るドイツ中心の覇権圏「ミッテルヨーロッパ」を築くという第一次世界大戦における戦略の一つを達成するものであった。ドイツによるミンスク占領の直前、解散していたベラルーシ国民評議会の一部のメンバーが潜伏先から姿を現し、暫定政府を結成してドイツの承認を得ようとした。しかし、ドイツはこれを承認せず、代わりに自らの支援の下でヴィリナに別の議会を設立した。ミンスクとヴィリナの組織は、3月25日に共同で宣言を発し、ベラルーシ人民共和国（BDR）の樹立をドイツの承認のもとで宣言した。白ロシアが初めて国家を形成した。新政府はまた、ドイツに対して物資援助も求めた。ドイツとの協力に反対する過激な民族主義者たちは共産主義者側につき、ロシアへと逃れた。ドイツ占領中に東方への逃避に失敗した共産主義者たちは、地下活動に追い込まれた。
1918年春、ドイツはベラルーシ政府における民族主義者たちの社会主義的傾向を快く思わず、傀儡政権の指導者を交代させた。しかし、ドイツはその後任者にも満足せず、解任させた。その結果、ドイツはウクライナと比較し、ベラルーシ政府の権限を大幅に制限した。また、ドイツによる弾圧の強化は、ウクライナほど激しいものではないものの、農民の反乱を引き起こし、共産主義者に有利に働いた。共産主義者による地下活動は、スモレンスクにある党の北西地方委員会によって指導されており、農民との同盟を目指していた。

### ソビエト共和国の建国

白ロシアSSRの暫定的な領土（濃緑）

1918年9月11日、革命軍事評議会は、西部州に駐留していたカーテン部隊をもとに、西部防衛地域の創設を命じた。同時に、同議会は西部州を西部コミューンとして再編した。第一次世界大戦でドイツが敗北すると、ドイツは占領地からの撤退を発表した。ドイツ軍は1918年11月に撤退を開始したが、ウクライナとは異なり、ベラルーシには政治的権限を引き継げる民族主義組織が存在しなかった。11月13日、モスクワ政府はブレスト＝リトフスク条約の破棄を宣言した。その2日後、防衛地域は西部軍へと再編され、11月17日には最初の西方への進軍が開始された。ベラルーシ人民共和国はほとんど抵抗できず、12月3日にミンスクから撤退した。両軍の間には約10–15キロメートル (6.2–9.3 mi)の距離が保たれており、ソビエトは12月10日にミンスクを占領した。赤軍によってベラルーシが再占領される中、国内のソビエトは共産主義に賛同するロシア系およびユダヤ系政党に支配されていた。
勝利に勢いづいた共産主義者たちは、1918年12月30日から31日にかけてスモレンスクで第6回西部州党会議を開催し、ロシア共産党（ボリシェヴィキ）からの分離を宣言し、会議を白ロシア共産党第一回党大会と位置づけた。翌日、スモレンスクにおいて白ロシア社会主義ソビエト共和国の樹立が宣言され、これにより西部コミューンは廃止された。そして1月7日には、その政府がミンスクへと移転された。アレクサンドル・ミャスニコフが全白ロシア中央執行委員会議長に選出され、ズミチェル・ジルノヴィチが臨時政府の首班となった。
新たに樹立されたソビエト共和国は、当初バラーノヴィチ、ヴィーツェプスク、ホメリ、フロドナ、マヒリョウ、スモレンスクの7地区から構成されていた。1月30日、この共和国はロシア社会主義連邦ソビエト共和国からの分離と、国名を「白ロシア・ソビエト社会主義共和国」と改称することを宣言した。これは、2月2日から3日にかけて開催された第一回全白ロシア労働者・兵士・赤軍兵士代表大会によって承認され、同大会では新たな社会主義憲法も採択された。赤軍は西方への進軍を継続し、1919年元日にフロドナ、1月21日にピンスク、2月6日にバラーノヴィチを占領し、白ロシアの領土を拡大させた。

### リトアニアとの統合

1922年の地図に重ねたリトアニア＝白ロシア・ソビエト社会主義共和国の国境（青線）

ソビエトによる西方攻勢は、ベラルーシに限定されたものではなかった。赤軍は同様に北方のリトアニアにも進軍し、新たに創設されたソビエト共和国はリトアニアを含めることを目指していた。12月16日、リトアニア社会主義ソビエト共和国がヴィリニュスにおいて建国された。
リトアニア・ソビエト戦争と白ロシアの継続的な征服は、ドイツ軍撤退後に台頭したポーランド第二共和国によって脅かされることとなった。しかし、ポーランドとの武力衝突は勃発せず、ソビエト最高司令部は1月12日にネマン川およびブーク川での進軍停止を指示した。しかしながら、これらの河川の東側地域は歴史的にベラルーシ人、ポーランド人、リトアニア人が混住する地であり、相当数のユダヤ人も存在していた。それぞれの民族は、成立しつつあった自民族の国家に編入されることを望んでいた。

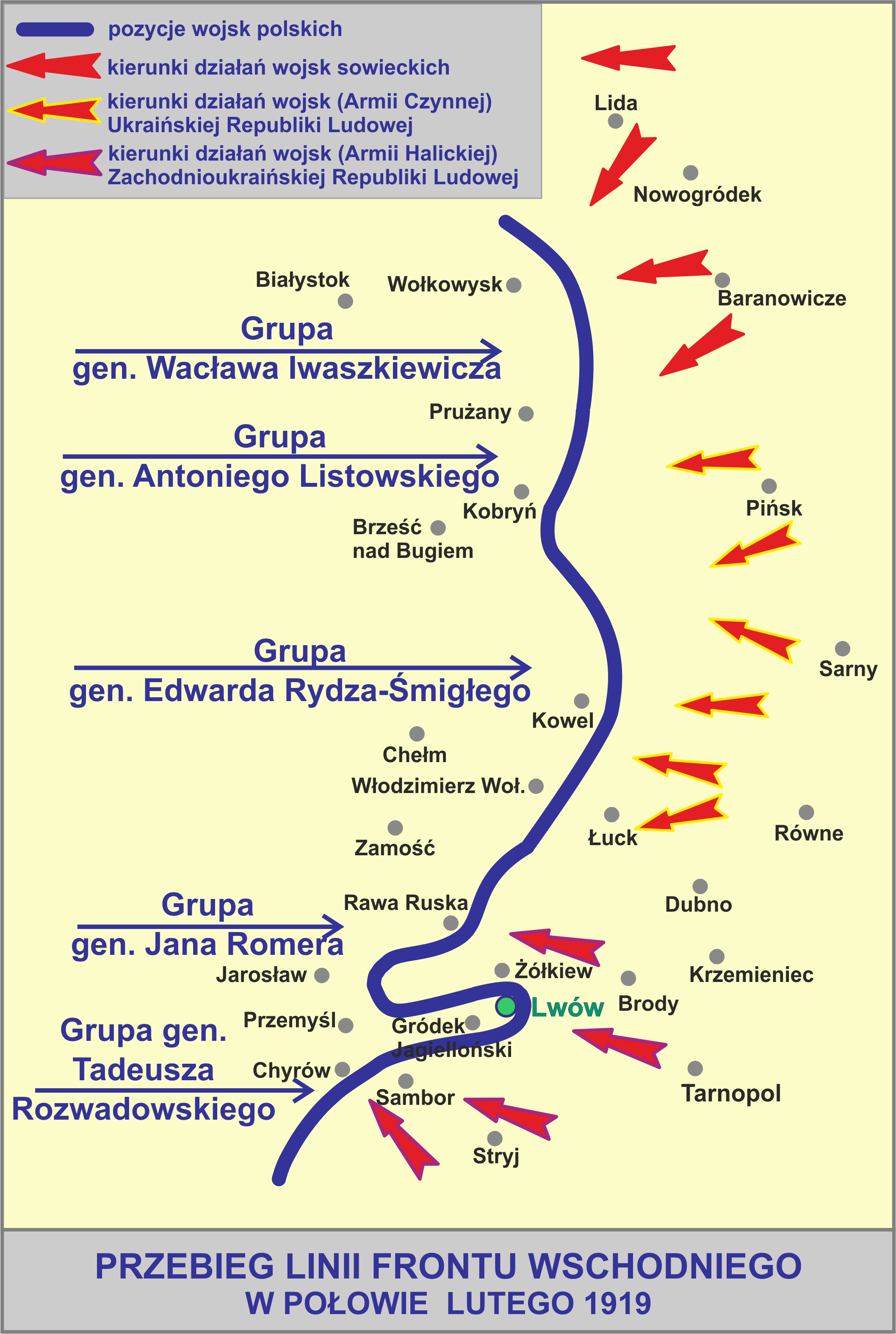
1918年から1919年の冬にベラルーシ、ウクライナ、リトアニアを征服した後、赤軍は、この地域の敵対勢力としてポーランドと対峙した。

リトアニア、ベラルーシ、西ウクライナにまたがる「クレシー（国境地帯）では、約2,000人の兵力を擁するヴェイトコ将軍率いる民兵組織「サモォブロナ・リトヴィ・イ・ビアウォルーシ」が自発的に組織され、現地の共産主義勢力および進撃するボリシェヴィキとの戦闘を開始した。各陣営は、それぞれの政府の支配下に地域を取り込もうとしていた。新設されたポーランド軍は、民兵を支援するために正規軍部隊を派遣し始めた。2月14日、正規軍同士による最初の衝突が発生し、戦線が形成された。リトアニア方面での作戦により、戦線は東プロイセン付近まで迫り、そこに撤退していたドイツ軍部隊はリトアニア軍を支援してソビエトの部隊を撃退した。また、1919年2月にカウナスに対する赤軍の攻勢を撃退した。
支持を得ようとするボリシェヴィキ政権は、1919年2月28日、リトアニア共和国と白ロシア共和国を合併し、リトアニア＝白ロシア・ソビエト社会主義共和国（リトベル）を創設することを決定した。これは、歴史的に白ロシアの地をリトアニア大公国が統治していたことに由来する。首都はヴィリナとされ、ヴィリナ県、グロドノ県、カウナス県、スヴァウキ県、ミンスク県の5県で構成された。ヴィテプスク県およびモギリョフ県はロシア社会主義連邦ソビエト共和国へ移管され、さらに4月26日には新たに創設されたゴメリ県もこれに加わった。両共和国の共産党も統合された。共和国政府の首班にはヴィンツァス・ミツケヴィチュス・カプスカスが就任し、統合された党の指導者には民族主義者のズミチェル・ジルノヴィチが任命された。しかし、ベラルーシの民族主義者たちは共和国の合併に反発し、ジルノヴィチはまもなく辞任し、他の民族主義者たちもそれに続いた。
1919年3月、ポーランド軍部隊が攻勢を開始し、スタニスラフ・シェプティツキー将軍の指揮する部隊が3月2日にスロニムを占領し、ネマン川を渡った。一方、リトアニア軍の進撃によりソビエトはパネヴェジースから撤退を余儀なくされた。ソビエトは4月初頭に最後の反撃を行い、パネヴェジースとフロドナを奪還したが、西部軍は戦線が広がりすぎており、ポーランド軍、リトアニア軍、さらにそれらを支援するドイツ部隊と同時に戦うには兵力が不足していた。ポーランド軍の攻勢は急速に勢いを増し、4月のヴィリナ攻勢により、リトアニア＝白ロシア政府は首都をダウガフピルス（4月28日）、続いてミンスク（同日）、そしてバブルイスク（5月19日）へと次々に移転させた。リトアニア＝白ロシアが領土を失うにつれ、その政府の権限は速やかにロシア・ソビエトに移管されていった。たとえば、6月1日には全ロシア中央執行委員会の布告により、リトアニア・白ロシアの全軍が赤軍の指揮下に置かれた。7月17日には防衛ソビエトが解散され、その任務はミンスクの軍事革命委員会に引き継がれた。8月8日、ポーランド軍がミンスクを占領すると、同日中に首都はスモレンスクへと再び移された。8月28日、リトアニア軍は、リトアニア＝白ロシアが保持していた最後の都市ザラサイを占領し、同日、バブルイスクもポーランド軍の手に落ちた。
1919年の晩夏までには、ポーランド軍の進撃も行き詰まっていた。赤軍の敗北によって、ポーランドとリトアニアの間における領土を巡る歴史的な対立が再燃し、ヴィリナ（ヴィリニュス）を巡る争いはポーランド・リトアニア戦争へと発展した。この戦争ではポーランドが勝利した。一方、ロシア・ソビエトはデニーキンやコルチャークとの戦いに直面しており、西部戦線に兵力を割く余裕がなかった。そのため、ポーランドとリトアニアの間では小規模な小競り合いを伴う膠着状態が続くこととなった。
ポーランド議会はまた、ベラルーシの領土をポーランド共和国の不可分の一部とする決議を採択していた。議会が併合に向けた採決を行っていた一方で、ユゼフ・ピウスツキはベラルーシ人に対し、連邦制による結びつきを提案していた。しかし、ポーランドの占領当局は、大衆の社会的急進主義や、一部ベラルーシ知識層における民族主義的感情を無視し、共産主義者により没収された土地の地主への返還を命じ、ポーランド語を公用語として導入した。

### チェス盤のポーン
膠着状態と、時折行われたものの成果の出なかった交渉は、ロシアにとって他地域に戦力を集中するための貴重な猶予をもたらした。1919年後半、赤軍は南部でデニーキンを撃破し、ドン地方、北カフカース、東ウクライナを掌握し、さらにコルチャークをヴォルガ川流域からウラル山脈を越えてシベリアへと追いやった。1919年秋には、ニコライ・ユデーニチによるペトログラードへの進撃が阻止され、北極圏ではエフゲニー・ミレルの軍が追い詰められた。  
外交面では、1919年9月11日、ソビエト・ロシアの外務人民委員であったゲオルギー・チチェーリンがリトアニアに対して平和条約の提案を記した書簡を送付した。これは、事実上リトアニア国家の独立を承認するものであった。同様の交渉がエストニアおよびラトビアとも行われ、エストニアとは1920年2月2日に平和条約が締結され、ラトビアとはその前日に停戦協定が締結された。
レーニンはポーランドの攻勢が差し迫っていることを恐れ、現在の前線をポーランドとロシアの恒久的な国境として受け入れる用意があると申し出た。  
これにより、ベラルーシのほぼ全域がポーランドに帰属することとなった。しかし、ピウスツキはそれ以上の野心を抱いており、ウクライナではシモン・ペトリューラと協定を結び、ガリツィアを譲渡する代わりに、右岸ウクライナから共産主義者を排除することを約束させた。

### 戦争の継続

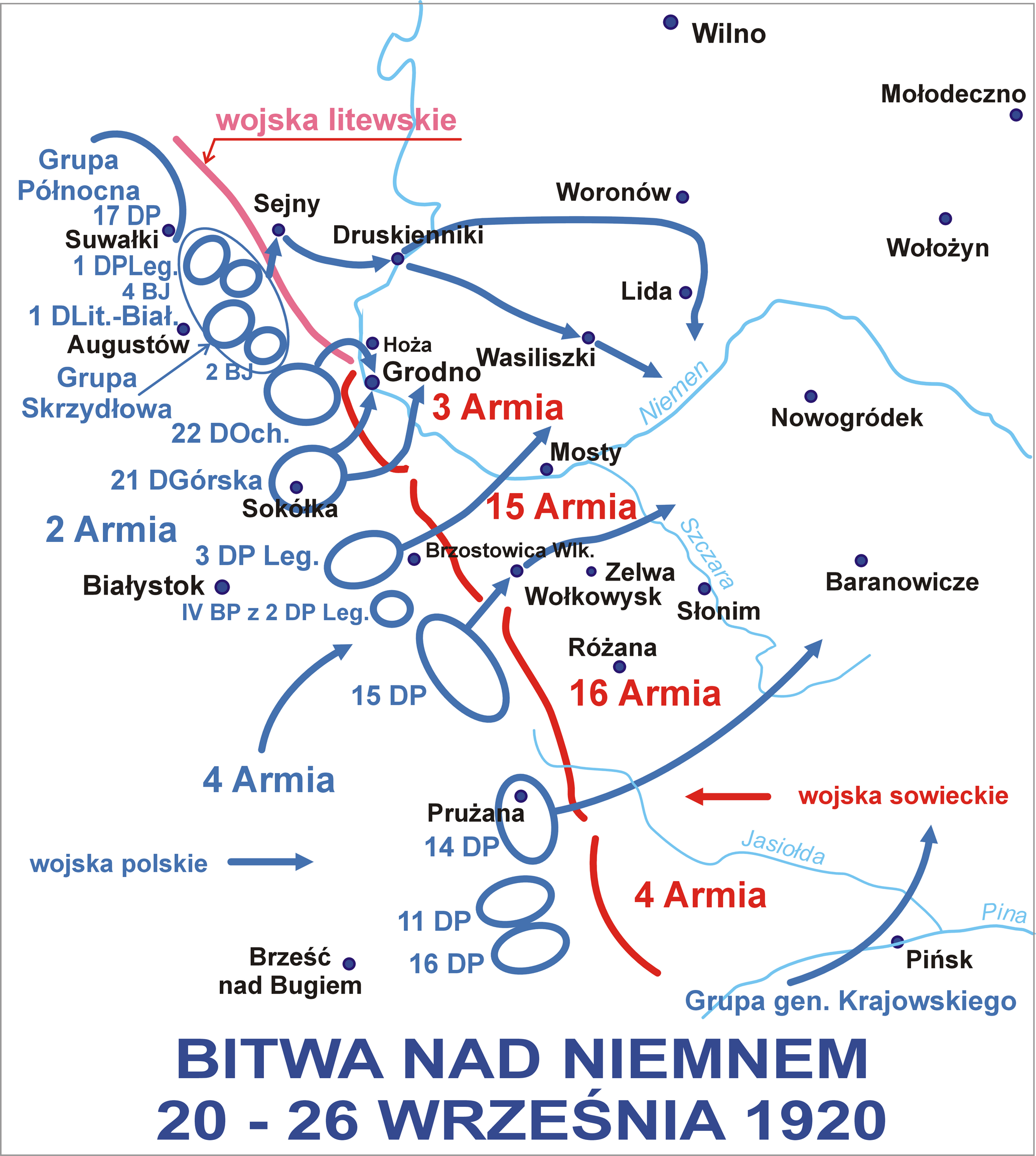
ワルシャワでのポーランドの決定的な勝利の後、赤軍はポーランド領土から撤退を余儀なくされたが、ネマン川でのポーランドの勝利の後、ベラルーシ西部を領有する試みは失敗した。

1920年4月、ポーランドはキエフへの大規模攻勢を開始した。この作戦は当初こそ成功を収めたものの、最終的にはポーランドの敗北に終わった。ソビエトの赤軍は1年前と比べて格段に組織化が進んでおり、ポーランド軍はウクライナでは一定の戦果を挙げ、特にキエフの占領に成功したが、ベラルーシ方面ではジロビンおよびヴォルシャに向けた両軍の攻勢が5月に撃退された。
6月、ロシア・ソビエト（RSFSR）はついに西方への本格的な進撃を開始する準備を整えた。リトアニアの中立維持のため（リトアニアとの平和条約交渉がまだ続いていた）、6月6日にはリトアニア＝白ロシア亡命政府が解散された。その数日後、ハイク・ブジシュキャン指揮下の第3騎兵軍団がポーランド軍の前線を突破し、戦線は崩壊してポーランド軍は後退を余儀なくされた。7月11日にはミンスクが再び奪還され、7月31日には白ロシア・ソビエト社会主義共和国がミンスクにおいて再び樹立された。
前線が西へと移動し、さらなる領土が新たに新共和国に編入されると、最初の行政命令が発せられた。共和国はウエズド単位で7つに分割され、ハブルイスク、ボリソフ、イグメン、ミンスク、マズィル、スウツクが含まれた（ヴィテプスク、ホメリ、モギリョフは引き続きロシア・ソビエトに属していた）。 今回の指導者は、ミンスクの軍事革命委員会の責任者であるアレクサンドル・チェルヴャコフと、白ロシア共産党中央委員会委員長のウィリアム・ノリンであった。赤軍がポーランド領内へと進軍する中、白ロシア・ソビエトはさらなる領土編入を目指したが、8月のワルシャワの戦いにおけるポーランド軍の決定的な勝利によってその野望は打ち砕かれた。赤軍は再び白ロシアで守勢に立たされ、9月のネマン川の戦いではポーランド軍がロシア軍の防衛線を突破することに成功した。その結果、ソビエト側は世界革命の目標だけでなく、西ベラルーシの放棄も余儀なくされた。ただし、初秋の雨によってポーランド軍の進撃は停滞し、10月にはその勢いも尽きた。10月12日に停戦協定が結ばれ、18日に発効した。

### スウツク蜂起

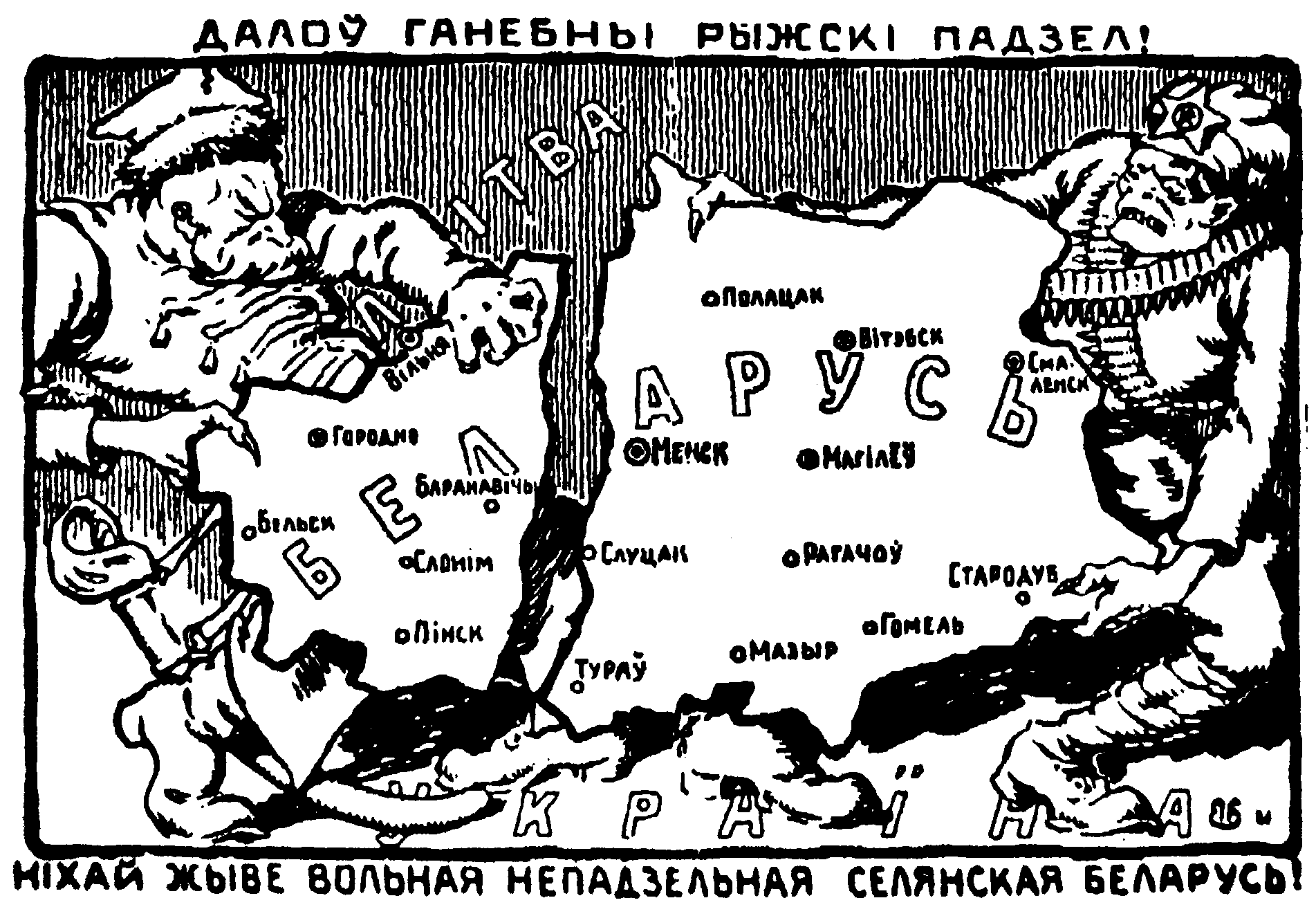
ポーランドとボルシェビキによる国家分割を描いたベラルーシの風刺画

リガにおいてポーランド共和国とロシア・ボリシェヴィキ政府との間で交渉が行われる中、ソビエト側は停戦について、西方への進撃おける一時的な後退としか考えていなかった。ポーランドの民族主義的な言説に共産主義のプロパガンダが通用しなかったことを受け、ソビエト政府は新たな戦術として、ポーランド国内の少数民族に訴えかけ、ベラルーシ人やウクライナ人を利用して第五列のような存在を生み出そうとした。交渉の過程で、ロシア・ソビエトはウクライナにおける譲歩と引き換えに、白ロシア・ソビエト全域をポーランドに提供する案を提示したが、ポーランド側はこれを拒否した。最終的に、白ロシアの都市スウツクはボリシェヴィキ側に引き渡すという、妥協的な停戦協定が合意された。
ベラルーシが恒久的に分割されるという知らせは住民の怒りを買い、ポーランド軍の占領下にあったこの町において、地元住民は自発的に民兵を組織し、ベラルーシ人民共和国との連携を図り始めた。  
11月24日、ポーランド部隊が町を撤退し、それから約1か月間、スウツクのパルチザンたちはソビエトによる地域の奪還の試みに対して抵抗を続けた。最終的に、スウツクの民兵の最後の部隊はモロチ川を越えて、ポーランド国境警備隊によって拘束されたため、赤軍はこの抵抗を鎮圧するため2個師団を動員せざるを得なくなった。

### ソビエト連邦成立期
1921年2月、ポーランド第二共和国とロシア・ソビエトの代表団は、リガ条約に最終的に調印し、ヨーロッパ、特にベラルーシにおける戦争に終止符が打たれた。6年に及ぶ戦争はこの地に荒廃と略奪をもたらし、次々と変わる政権は、いずれも以前のものよりも悪化し、分断されたベラルーシの人々に影響を残した。ベラルーシのほぼ半分（西ベラルーシ）はポーランド領となり、東部ベラルーシ（ホメリ、ヴィテプスク、およびスモレンスク県の一部）はロシア・ソビエトの管轄下に置かれた。残る地域が白ロシア・ソビエトであり、その領土は52,400平方キロメートル、人口はわずか154万4,000人であった。
将来のボリシェヴィキ国家における白ロシア・ソビエトの地位には、興味深いパラドックスが存在した。一方で、その地理的規模の小ささ、人口の少なさ、そしてほとんど無視できるほどの経済指標のため、ソビエト連邦において大きな影響力を持つには至らなかった。実際、白ロシア共産党の指導者であるアレクサンドル・チェルヴャコフは、モスクワで開催された7回の党大会で白ロシアの共産党員を代表していたにもかかわらず、一度も党の中央委員会に選出されることはなかった。
他方で、この地域の戦略的重要性が、国家を形成する際の交渉において、完全なソビエト連邦構成共和国としての運命を決定づけた。一例として、レフ・トロツキーおよび彼を支持するソビエト指導部の一部は、なおも世界革命という構想を支持しており、前述のとおりリガ条約について、その過程における一時的後退と見なしていた。将来的な進撃には、あらかじめ橋頭堡の確保が必要であるとされており、それが1922年12月30日に締結されたソビエト社会主義共和国連邦の創設に関する条約において、白ロシア・ソビエトに完全な連邦構成共和国の地位を与える根拠となった。白ロシア・ソビエトは1922年にソビエト連邦の創設メンバーとなり、以後は白ロシア・ソビエト社会主義共和国（BSSR）として知られるようになった。
しかし、ソ連の政治は別の展開をたどり、最終的にヨシフ・スターリンの台頭により、新たな方針として一国社会主義論が導入された。この方針に従い、拡張主義や領土回復主義的な主張はソビエトのイデオロギーから排除され、代わって各地域を経済的に自立可能にすることに重点が置かれるようになった。その結果、1924年3月、全ロシア中央執行委員会
の布告により、ロシア・ソビエトはヴィテプスク県およびモギリョフ県を構成していた地域の大部分、さらにスモレンスクの一部を白ロシア・ソビエトに返還した。戦争の被害を比較的免れていたこれらの土地の編入により、白ロシア・ソビエトの領土は11万600平方キロメートルに倍増し、人口も420万人に達することとなった。

### 1920年代
ソビエト大百科事典の記述によれば、

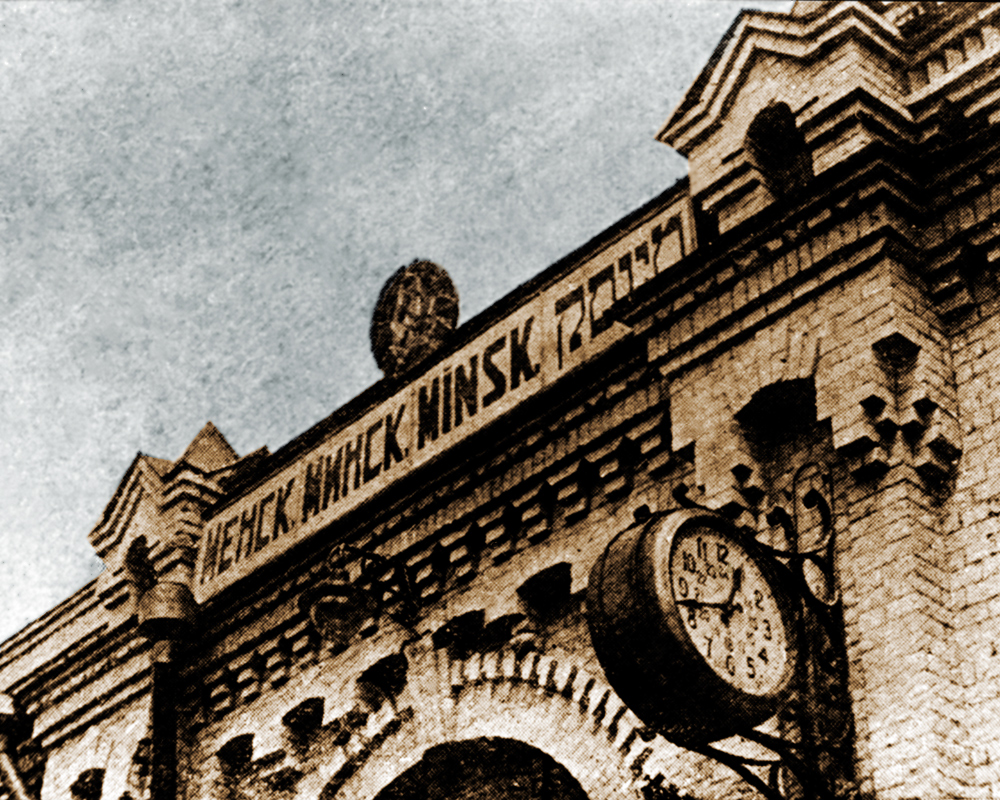
ミンスク駅（1926年）。駅名はベラルーシ語、ロシア語、ポーランド語、イディッシュ語（当時のベラルーシの4つの公用語）で表記されている。

1925年の白ロシア・ソビエトは主に農村地域から成る国家であった。総人口434万2,800人のうち、都市部に居住していたのはわずか14.5%であった。  
行政区分としては10の管区（バブルイスク、ボリソフ、ヴィテプスク、カリーニン、ミンスク、モギリョフ、モズィリ、オルシャ、ポロツク、スウツク）に分かれ、それらの下には合計100のラヨンと1,229のセリソビエトが存在した。町および都市は25、加えて都市型集落が49あった。
ポーランド第二共和国における少数民族を将来的に引き寄せる拠点として白ロシア・ソビエトを機能させるというレフ・トロツキーの構想は、その民族政策に明確に表れていた。共和国には当初、ベラルーシ語、ロシア語、イディッシュ語、ポーランド語の4つの公用語が定められていたが、ロシア人とポーランド人はいずれも総人口の約2％程度しか占めていなかった（ポーランド人の多くは国境に近いミンスク地区およびボリソフ地区に居住していた）。最も重要な少数民族はユダヤ人であり、ツァーリ体制下では長年にわたり迫害の対象とされてきたが、1925年には都市人口の約44％を占め、積極的差別是正措置による支援が始まった。1924年、政府はユダヤ人家族に土地を分配するための委員会「ベルコムゼト」を設置し、1926年には6,860のユダヤ人家族に対して合計32,700ヘクタールが割り当てられた。ユダヤ人は第二次世界大戦直前まで、白ロシアの政治、社会、経済において重要な役割を果たし続けた。実際、1928年から1930年にかけて、白ロシア共産党第一書記を務めたヤン・ガマルニクはユダヤ人であった。
経済面では、共和国は主に内向きの構造を維持しており、戦争で荒廃した産業の復旧と修復に最大限の努力が注がれた（たとえば、1923年時点では工場および製造施設は226か所しかなかったが、1926年にはその数が246か所に増加した。労働者の雇用は1万4,000人から2万1,300人へと大幅に増加した）。産業の大部分は食品加工業が占め、次いで金属および木材加工業の複合施設が続いた。より多くの産業活動は地方および私的部門に集中しており、これは新経済政策（ネップ）によって認められていた。1925年にはこの種の事業体が3万8,500存在し、約5万人を雇用していた。これらの大部分は繊維工房、製材所、鍛冶屋などであった。
1926年12月6日、白ロシア・ソビエトは再び拡大した。これは国を繁栄させ、ソビエト連邦における民族境界画定の方針に従い、明確に定義された民族的領域単位を引き続き創出するためであった。ロシア・ソビエトのホメリおよびレチツァを含むゴメリ県の一部が編入された。これにより、共和国の面積は12万6,300平方キロメートルに増加し、同時期に実施された1926年ソビエト連邦国勢調査では、人口は4,982,623人と報告された。このうち83%は農村部に居住しており、民族構成ではベラルーシ人が全体の80.6%を占めていた（ただし都市部では39.2%、農村部では89%を占めていた）。

### スターリン時代

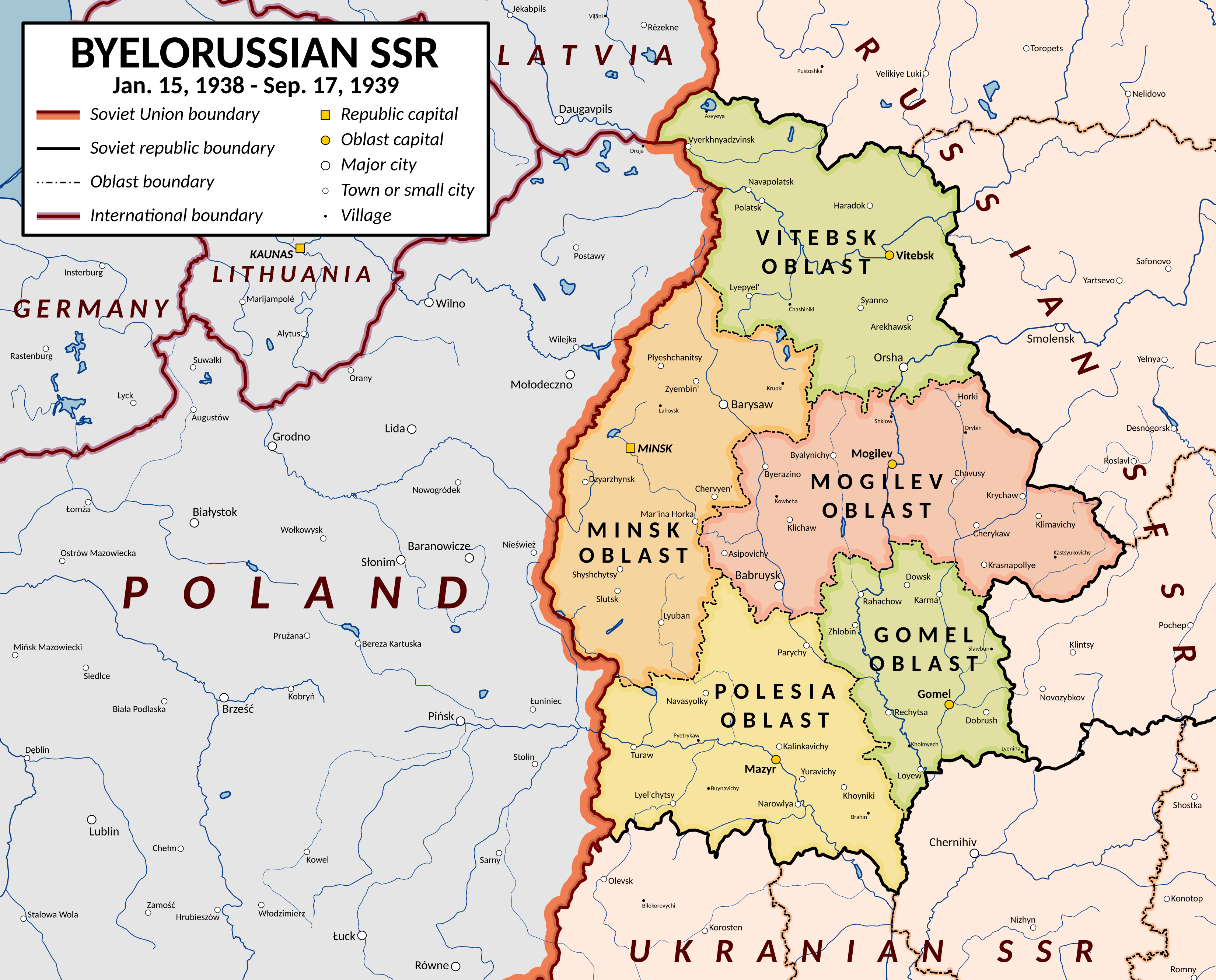
ポーランド侵攻前の白ロシア・ソビエト

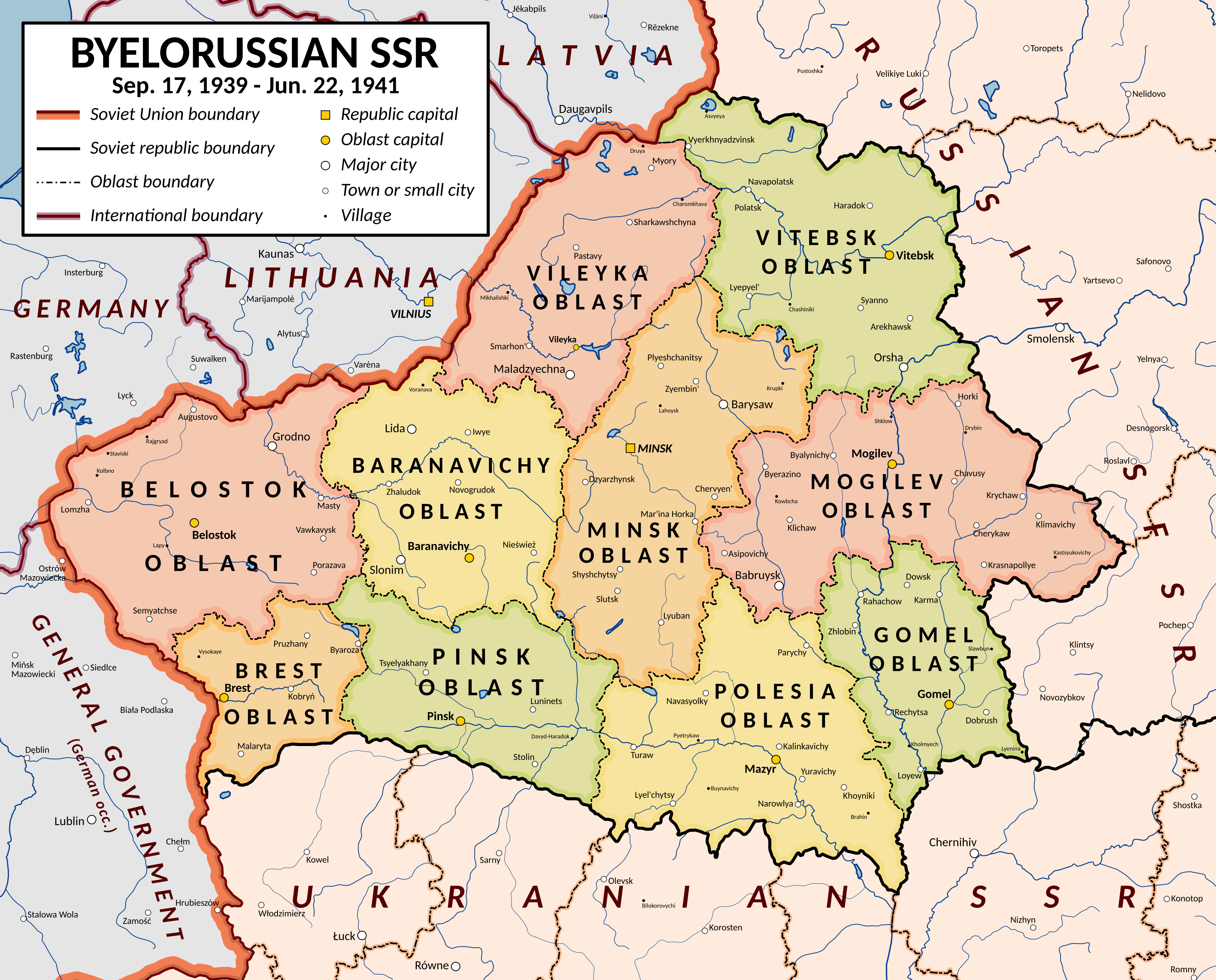
ポーランド侵攻後の白ロシア・ソビエト

1930年代は、ベラルーシにおけるソビエト連邦の弾圧の頂点であった。不完全な推計によれば、1917年から1953年の間に、ベラルーシでは約60万人がソビエトの弾圧の犠牲となったとされている。その他の推計では、140万人以上にのぼるともされている。そのうち25万人は、司法機関で有罪判決を受けたり、非司法機関によって処刑された。1920年代から1930年代にかけて判決を受けた者を除いても、25万人以上のベラルーシ人がクラークまたはその家族として白ロシア・ソビエト外の地域に追放された。白ロシアにおけるソビエト連邦の弾圧の規模は、ロシアやウクライナよりも大きく、その結果、強力なロシア化が進行した。
1939年9月、ヨシフ・スターリンが指導するソビエト連邦は独ソ不可侵条約の秘密議定書に基づき、ナチス・ドイツとともにポーランドへ侵攻し、東ポーランドを占領した。ソビエト連邦軍占領地のうち本来白ロシアの地とされた旧ポーランド領は、白ロシア・ソビエトに編入されたが、ヴィリニュスとその周辺地域はリトアニアに移譲された。この併合は、第二次世界大戦の終結後、国際的に承認された。

### 第二次世界大戦
1941年6月22日、ドイツ軍がソ連領内に侵攻したバルバロッサ作戦で独ソ戦が始まると、6月29日には激戦の末に首都ミンスクが陥落し（ミンスクの戦い）、8月までに白ロシア全土はドイツ軍に占領され、ドイツによる東部占領地域の一部として、バルト三国とともに白ロシアの大部分はオストラント国家弁務官区に組み込まれた
ナチス・ドイツは苛烈な統治体制を敷き、約38万人を強制労働のために移送し、さらに数十万人の民間人を殺害した。白ロシアのユダヤ人約80万人（ユダヤ人人口の約90%）がホロコーストで殺された。第二次世界大戦中、白ロシアでは少なくとも5,295の集落がドイツ軍によって破壊され、その一部または全ての住民が殺害された（破壊された集落の総数は約9,200）。ハティニ村のように、完全に破壊された村は600以上にのぼる。白ロシアでは、ドイツによる3年間の占領期間中に、合計で地域の人口の約4分の1に相当する200万人以上が殺された。
1944年7月からのバグラチオン作戦でソ連軍がこの地域を奪回し、1939年の併合地を含めた白ロシア全土で社会主義共和国体制が復活した。1945年2月、米英ソの3国首脳によるヤルタ会談でポーランド問題が討議され、ソ連によるポーランド東部併合の追認として第一次世界大戦後に提案されていたカーゾン線をほぼ引き継ぐ形でソ連とポーランドの新国境が引かれることとなり、現在に至る白ロシア（ベラルーシ）の領域が確定した。

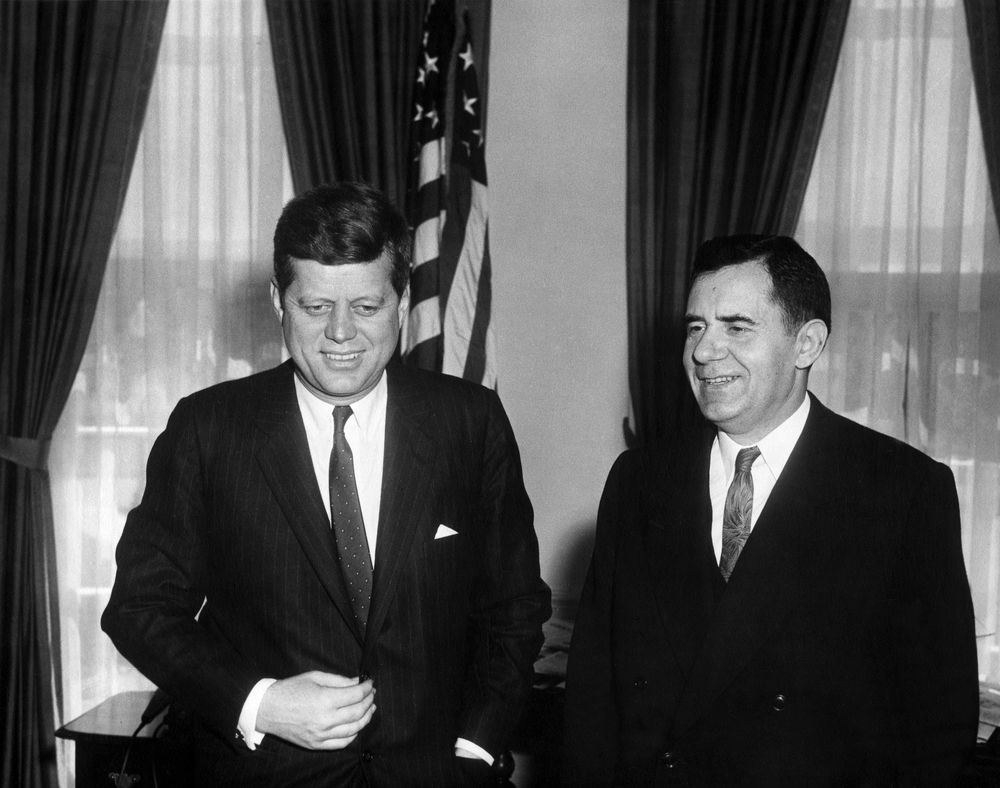
白ロシア出身のアンドレイ・グロムイコ（右）は、ソ連外相（1957年～1985年）、最高会議幹部会議長（1985年～1988年）を務めた。

同年5月に独ソ戦がドイツの敗北で終結し、第二次世界大戦後の国際平和機構として構想された国際連合の設立条約として同年6月24日に国際連合憲章が締結されると、白ロシア・ソビエトはウクライナ・ソビエト社会主義共和国（ウクライナ・ソビエト）とともにソビエト連邦に加盟する国連原加盟国として承認され、国連総会に議席を持った。これは、国連総会が西側諸国にとって有利であり、不均衡であることを訴えたソビエト連邦の主張により、アメリカ合衆国との交渉で総会内の公平性を担保するために行われた措置だった。1974年から2年間は非常任理事国も務めており、白ロシア出身のG・G・チェルヌシチェンコは、1975年1月から2月にかけて国際連合安全保障理事会議長を務めた。ただし、後述する独立宣言期まで外交面での独自性は一切なく、ウクライナとともに「ソ連が国連総会で3票持っている」のとほぼ同様の状態になった。
一方、内政面では過酷な戦災からの復興努力が続けられ、領域が西方に移動したポーランドに追放されているポーランド人や、ナチス支配下で大量虐殺を被ったユダヤ人を埋める形で、東方からロシア人などの移住が進んだ。ソ連共産党は白ロシア共産党第一書記を基本的に白ロシア人から選ぶなど、一定の範囲で民族感情への配慮がなされたが、移住者などの影響もあって、もともと文化的相違の小さいロシアの影響が白ロシアでより強まった。

### 戦後
1986年4月26日、ウクライナでチェルノブイリ原子力発電所事故が発生すると、発電所にほど近い白ロシア南東部で多量の放射性物質が降下し、居住制限地域などが生じることとなった。これはソ連国内の他地域と比べて静穏であった民族運動の高揚へとつながり、バルト三国のような独立国家樹立を主張するベラルーシ民族戦線が台頭した。

### ソ連の解体
ミハイル・ゴルバチョフによるペレストロイカが行われたソ連末期、白ロシア・ソビエトの最高会議は、1990年7月27日に国家主権宣言を行い、その後はソ連のミハイル・ゴルバチョフ大統領との交渉が続いた。
1991年8月25日、モスクワでのクーデター失敗後、白ロシアはソビエト連邦からの政治的および経済的独立を宣言し、ソ連からの独立が承認されたが、依然としてソ連の一部であるとした。同年9月19日、国名がベラルーシ共和国に改称された 。12月8日にスタニスラフ・シュシケビッチ最高会議議長は、ロシアのエリツィン大統領とウクライナのクラフチュク大統領とともにベロヴェーシ合意に調印し、ソビエト連邦の崩壊を宣言し、独立国家共同体の創設に関する協定が締結された。ベラルーシは1991年12月25日に独立し、翌日ソビエト連邦は正式に消滅した。ただし、独立後も1978年制定の憲法（基本法）は維持された。

## 政治

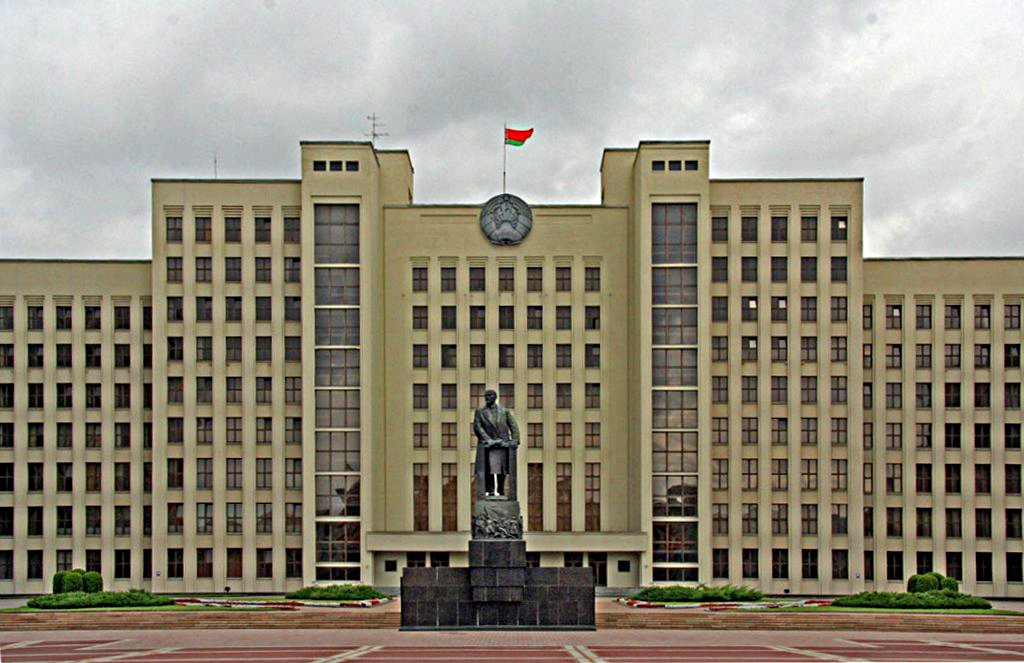
ベラルーシ最高会議の立法会議はミンスクで開催された。

1990年まで、ベラルーシは一党制の社会主義国であり、ソビエト連邦共産党の支部である白ロシア共産党によって統治されていた。他のすべてのソビエト共和国と同様に、1922年の連邦加盟から1991年の解体まで、ソビエト連邦を構成する構成共和国のひとつであった。行政権は白ロシア共産党当局によって行使され、その頂点には閣僚会議議長が置かれていた。立法権は一院制議会である白ロシア・ソビエト社会主義共和国最高会議に付与され、最高会議でも共産党が多数を占めていた。
ベラルーシは白ロシア・ソビエト社会主義共和国の法的後継国家であり、ベラルーシの憲法では「本憲法の施行以前にベラルーシ共和国の領域で適用されていた法律、法令、その他の行為は、本憲法に反しない限りにおいて、その該当部分については引き続き適用される」と規定されている。

### 国際関係
国際関係では、白ロシアは、ウクライナとともに、ソビエト連邦の構成国として単独で国連に加盟した国の一つだった。1945年10月24日、他の50カ国と共に国連が設立された際に、ソビエト連邦とは別枠で加盟した。

## 国勢調査
以下に1959年の国勢調査の結果を記す。

### 民族構成
- 白ロシア人 - 81%
- ロシア人 - 0.2%
- ポーランド人 - 16.7%
- ユダヤ人 - 1.9%
- ウクライナ人 - 1.7%
- その他

### 主要な都市
- ミンスク
- ブレスト・リトフスク（ブレスト）
- ゴメリ（ホメリ）
- グロドノ（フロドナ）
- モギリョフ（マヒリョウ）
- ヴィチェプスク（ヴィーツェプスク）